# Borensberg

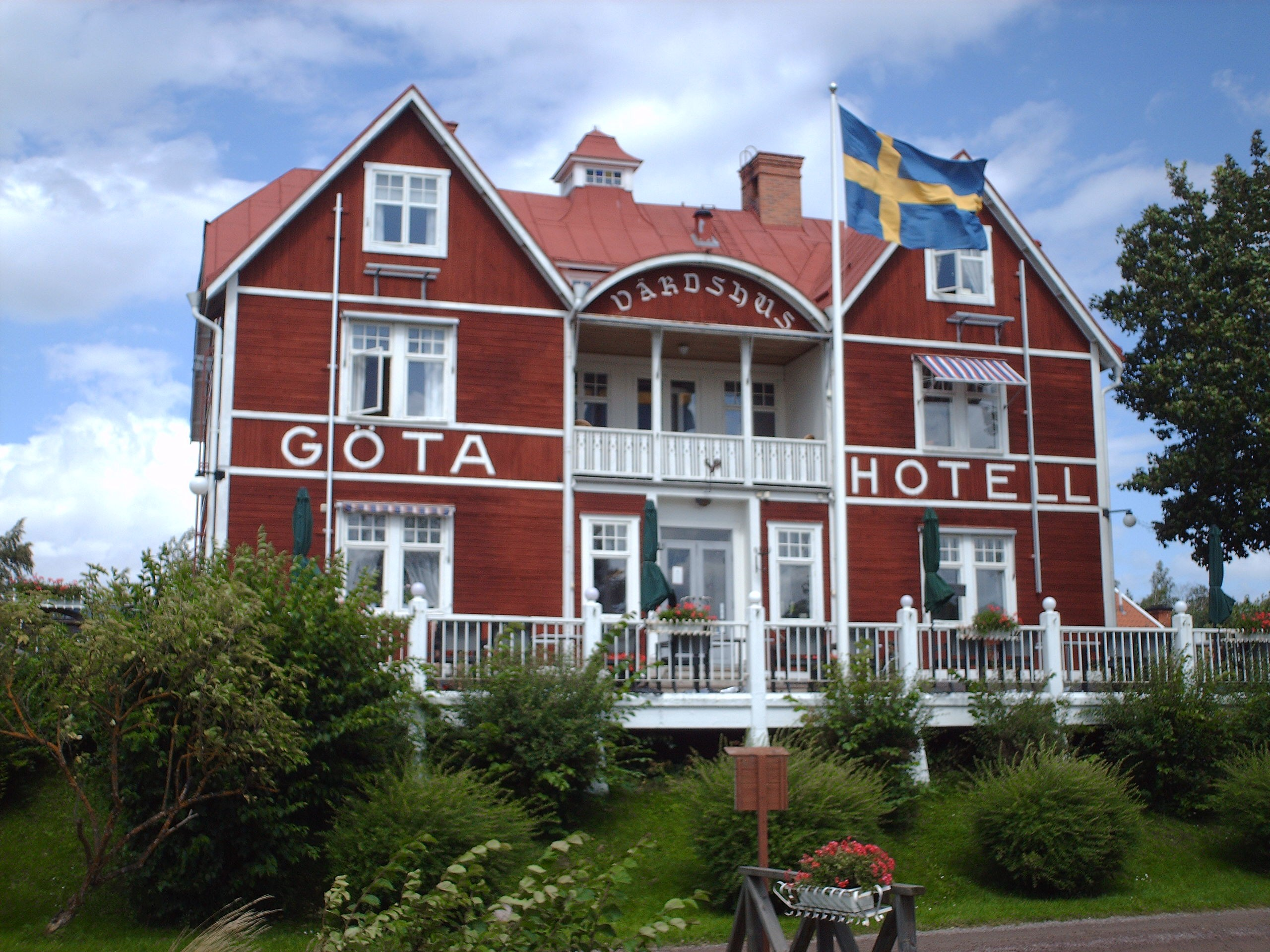
Göta Hotel, Borensberg

Borensberg egy település Svédország Östergötland nevű megyéjében, Motala település mellett. A településnek 2686 lakosa volt 2010-ben. Motala városától 15 kilométernyire helyezkedik el a Göta-csatorna és a Boren-tó mellett. A település határában egy iparterület húzódik, ahol többek közt a műanyaggyártással foglalkozó Arla Plast gyár is található.
A város eredeti neve (Husbyfjöl) legelőször 1307. április 17-én bukkant fel. E terület arról volt híres még a régebbi időkben, hogy itt volt egy híd a Skäninge-Örebro útvonalon. A helyiség arról híres továbbá, hogy a település kocsmájában járt egyszer Krisztina svéd királyné.
A Göta-csatorna megépítése nagy hatással volt a városkára. E csatorna megépítése után nevezték el jelenlegi nevén, illetve a csatorna megléte is hozzájárult ahhoz, hogy a városka lakosságszáma elérje a mostani szintet, valamint, hogy a település ezáltal elnyerje a városi rangot.

## Fordítás
- Ez a szócikk részben vagy egészben  a   Borensberg című angol Wikipédia-szócikk ezen változatának fordításán alapul.  Az eredeti cikk szerkesztőit annak laptörténete sorolja fel. Ez a jelzés csupán a megfogalmazás eredetét és a szerzői jogokat jelzi, nem szolgál a cikkben szereplő információk forrásmegjelöléseként.